# بيانكا رايان
بيانكا رايان تايلور (بالإنجليزية: Bianca Ryan)‏ (ولدت في 1 سبتمبر 1994) هي مغنية أمريكية وعازفة جيتار من فيلادلفيا، بنسيلفانيا.

## وصلات خارجية
- بيانكا رايان على موقع IMDb (الإنجليزية)
- بيانكا رايان على موقع ميوزك برينز (الإنجليزية)
- بيانكا رايان على موقع قاعدة بيانات برودواي على الإنترنت (الإنجليزية)
- بيانكا رايان على موقع ديسكوغز (الإنجليزية)
- بيانكا رايان على موقع قاعدة بيانات الفيلم (الإنجليزية)

- الموقع الرسمي
- بيانكا رايان في قاعدة بيانات الأفلام على الإنترنت